# Mammillaria gigantea
Mammillaria gigantea es una especie perteneciente a la familia Cactaceae. Es endémico de San Luis Potosí, Guanajuato, Querétaro y Durango en México. Su hábitat natural son los áridos desiertos.

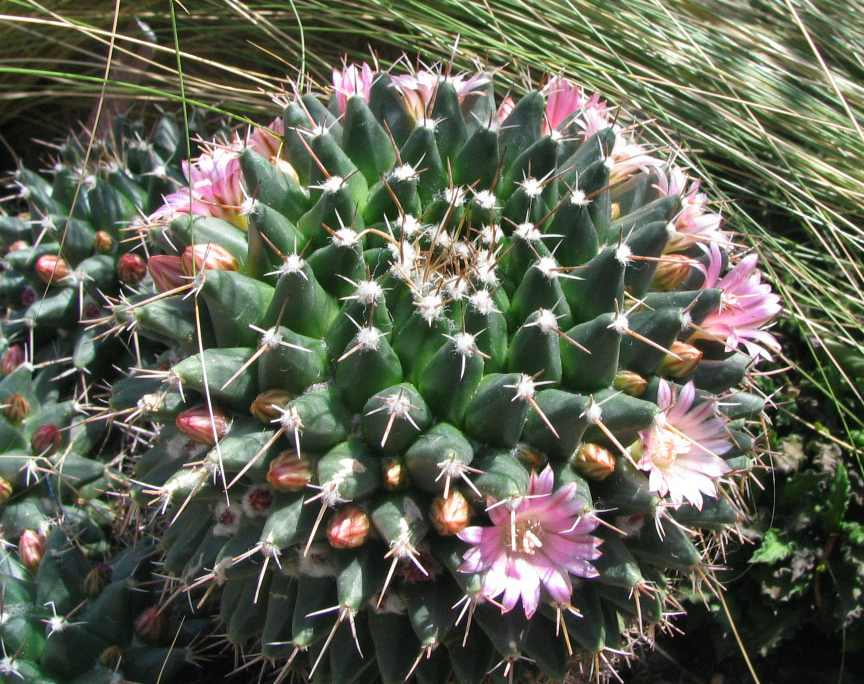
Vista de la planta

## Descripción
Es una planta perenne carnosa y globosa con las hojas transformadas en espinas. El tallo de la planta verde-azul se identifica estrechamente con las areolas de 9-10 cm de alto y 15 - 17 cm de diámetro. Tienen savia lechosa. Tiene hasta 12  espinas rectas y negras de hasta 3 milímetros y 4 a 6  espinas centrales generalmente curvas y muy fuertes. Las flores aparecen como todas las coronas de Mammillaria. Son de color verde y amarillo, y alcanzan un diámetro de  15 milímetros. Los frutos son de color rosa al verde. Las semillas son de color marrón. 

## Taxonomía
Mammillaria gigantea fue descrita por Hildm. ex K.Schum. y publicado en Gesamtbeschreibung der Kakteen 578, en el año 1898.
Etimología
Mammillaria: nombre genérico que fue descrita por vez primera por Carolus Linnaeus como Cactus mammillaris en 1753, nombre derivado del latín mammilla = tubérculo, en alusión a los tubérculos que son una de las características del género.
gigantea, epíteto que deriva del latín y significa "muy grande (gigante)", lo que se refiere al tamaño de la planta.
Sinonimia
- Neomammillaria hamiltonhoytea
- Mammillaria hamiltonhoytea
- Mammillaria armatissima
- Mammillaria ocotillensis
- Mammillaria hastifera
- Mammillaria saint-pieana[4]